# Judson Pratt
Judson Pratt (* 6. Dezember 1916 in Hingham, Massachusetts; † 9. Februar 2002 in Northridge, Kalifornien) war ein US-amerikanischer Schauspieler.

## Leben
Pratt begann seine Karriere als Theaterschauspieler und hatte 1941 sein Broadwaydebüt. Erste Fernsehrollen erhielt er ab 1950, sein Spielfilmdebüt feierte er in Alfred Hitchcocks Film noir Ich beichte, allerdings in einer im Abspann nicht genannten Rolle. Seine Filmrollen wurden langsam bedeutender, so zum Beispiel in Jack Arnolds Horrorfilm Der Schrecken schleicht durch die Nacht sowie neben John Wayne in John Fords Western Der letzte Befehl. Weitere Nebenrollen spielte er unter anderem neben Elvis Presley in Kid Galahad – Harte Fäuste, heiße Liebe, an der Seite von Richard Widmark in Cheyenne sowie neben Peter Fonda in Futureworld – Das Land von Übermorgen. Seinen letzten Spielfilmauftritt hatte er 1978 im Boxerdrama F.I.S.T. – Ein Mann geht seinen Weg mit Sylvester Stallone in der Hauptrolle.
Zwischen 1958 und 1959 spielte er eine der Hauptrollen in der Westernserie Union Pacific, die jedoch nach der ersten Staffel wieder eingestellt wurde. Zudem war er ab 1958 in verschiedenen Rollen in der Fernsehshow Disneyland zu sehen.  Bis Ende der 1970er Jahre hatte Pratt Gastrollen in verschiedenen Fernsehserien, darunter Rauchende Colts, Bonanza, Kojak – Einsatz in Manhattan und Die Straßen von San Francisco. Danach zog er sich ins Privatleben zurück.

## Filmografie (Auswahl)

### Filme
- 1953: Ich beichte (I Confess)
- 1956: Du oder ich (Outside the Law)
- 1957: Wem die Sterne leuchten (Four Girls in Town)
- 1958: Der Schrecken schleicht durch die Nacht (Monster on the Campus)
- 1959: Der letzte Befehl (The Horse Soldiers)
- 1960: Der schwarze Sergeant (Sergeant Rutledge)
- 1962: Kid Galahad – Harte Fäuste, heiße Liebe (Kid Galahad)
- 1963: Der häßliche Amerikaner (The Ugly American)
- 1964: Cheyenne (Cheyenne Autumn)
- 1964: Die blaue Eskadron (A Distant Trumpet)
- 1969: Superhirn in Tennisschuhen (The Computer Wore Tennis Shoes)
- 1976: Futureworld – Das Land von Übermorgen (Futureworld)
- 1978: F.I.S.T. – Ein Mann geht seinen Weg (F.I.S.T.)

### Serien
- 1957: Have Gun – Will Travel
- 1957: Rauchende Colts (Gunsmoke)
- 1958–1959: Union Pacific
- 1960: Am Fuß der blauen Berge (Laramie)
- 1961: Bonanza
- 1961: Bronco
- 1962: Die Leute von der Shiloh Ranch (The Virginian)
- 1962: Tausend Meilen Staub (Rawhide)
- 1964: Daniel Boone
- 1970: Der Chef (Ironside)
- 1972: Cannon
- 1972: Kobra, übernehmen Sie (Mission: Impossible)
- 1974: Kojak – Einsatz in Manhattan (Kojak)
- 1976: Die knallharten Fünf (S.W.A.T.)
- 1976: Die Zwei mit dem Dreh (Switch)
- 1977: Die Straßen von San Francisco (The Streets of San Francisco)

## Broadway
- 1941: Popsy
- 1951: Billy Budd
- 1952: Hook n' Ladder
- 1955: The Desperate Hours